# Залізна каплиця (Київ)
Каплиця святого Олександра Невського (також Залізна каплиця, капли́ця в пам'ять врятува́ння життя Олекса́ндра II) — культова споруда у Києві, збудована у 1869—1871 роках та знищена більшовиками у 1928 році. Первісно розташовувалася на місці сходів, що ведуть з Європейської площі в бік Арки дружби народів, а у 1910—1928 роках — на вулиці Грушевського, навпроти вулиці Садової, біля входу до Царського саду.

## Історія
4 квітня 1866 року революціонер Дмитро Каракозов здійснив невдалий замах на імператора Олександра ІІ. 20 квітня того ж року міська влада ухвалила рішення про встановлення на честь цієї події («в пам'ять врятування життя імператора») меморіальної каплиці; незабаром почався збір добровільних пожертвувань на її будівництво. 12 листопада громада визначила місце розташування каплиці — по вулиці Олександрівській (сучасна вулиця Грушевського), в місці сходження її з Хрещатиком, тобто біля входу до Царського саду з боку Європейської площі. На цей момент вже було зібрано 5636 руб. 21¾ коп., тому в березні наступного, 1867-го року спеціальний комітет від міської думи, очолюваний міським головою, розглянув 4 проєкти від архітекторів Іконнікова, Самонова, Федорова та інженера Бенземана, кошторис усіх цих проєктів складав близько 8—9 тис. руб. Серед них переміг проєкт Петра Федорова, проте київський генерал-губернатор Олександр Безак зажадав самостійно розглянути усі конкурсні проєкти. На той час в Києві вже почалося будівництво так званої Залізної церкви за оригінальним проєктом петербурзького інженера Р. Ніккельса, тому Безак запропонував звести меморіальну каплицю за тією самою технологією і через завідувача справами із забезпечення сільського духовенства та спорудження православних церков міністерства внутрішніх справ П. М. Батюшкова 28 квітня того ж року отримав від інженера Ніккельса згоду усього за 6 тис. руб. виготовити з власних матеріалів металеві конструкції, перевезти їх до Києва, зібрати каплицю й оформити усе зовнішнє та внутрішнє опорядження споруди.
Між тим почалися проблеми із раніше обраним місцем встановлення каплиці. Територію, де мала постати каплиця, віддали у користування Акціонерному товариству штучних мінеральних вод, раніше виселеному з Маріїнського палацу, де почалася відбудова після пожежі 1819 року. На початку 1868 року генерал-губернатор Безак доручив пошук іншого місця для каплиці новопризначеному цивільному губернатору Михайлу Катаказі, і вже 7 березня міська дума ухвалила рішення про встановлення каплиці на Олександрівській вулиці, трохи вище будівлі сучасного Національного художнього музею України. Однак пізніше митрополит Арсеній переконав Безака встановити каплицю на попередньому місці, «на з'єднанні Олександрівської вулиці та Хрещатика, навпроти фонтана у самого Царського саду».
1 червня 1869 року відбулося урочисте закладення меморіальної каплиці, у липні того ж року площа, де вона мала постати, отримала нову назву — Царська. Будівельними роботами керував архітектор М. Юргенс, який паралельно споруджував Залізну церкву на Євбазі, тому освячення каплиці відбулося лише 28 березня 1871 року (втім, Сементовський наводить іншу дату — 26 вересня). Це була невелика однобанева каплиця, у поширеному тоді неоросійському стилі. Підпорядковувалася каплиця Микільському Пустинному монастирю.
Спершу каплиця Олександра Невського вдало вписалася у навколишню малоповерхову забудову, створюючи своєрідний містобудівний акцент у перспективі Хрещатика. Втім, вже на зламі XIX—XX століть, коли в Києві панував «будівельний бум» і міська забудова почала стрімко рости вгору, каплиця «загубилася» серед хрещатицьких новобудов. У 1905 році Залізну каплицю вирішили перенести вище по Олександрівській вулиці, адже вона заважала трамвайному руху площею. На її місці в 1911 році встановили великий пам'ятник Олександру II, а саму каплицю розібрали та перенесли до входу до Міського саду, навпроти вулиці Садової.
За радянської влади каплицю закрили, ймовірно, ще на початку 1920-х років, адже на момент свого знесення у 1928 році вона стояла пусткою та не використовувалася жодною релігійною громадою. 15 лютого 1928 року міська рада ухвалила рішення про руйнування каплиці, адже «будь-якої цінності вона з себе не являє», і ймовірно, невдовзі Залізну каплицю розібрали. У 1950-х роках приблизно на місці Залізної каплиці спорудили сходи до парку та фонтан.

## Опис
Микола Сементовський у своєму путівникові Києвом (видання 1900 року) подає такий опис Залізної каплиці:
|  | ...каплиця зсередини обкладена цеглою; її освячення відбулося 26 вересня 1871 року. Основа каплиці квадратна: у довжину і ширину по 6 аршинів; її архітектура не має особливої краси, і сама будівля навряд чи виявиться тривкою, адже багато її залізних частин, що не були доставлені з Санкт-Петербургу, де будувалася каплиця, замінювали виробами доморощених ремісників. Ззовні каплиця пофарбована темно-жовтою олійною фарбою, пірамідальна баня — блакитнуватого кольору, хрест і під ним шар позолочені. Облаштування каплиці коштувало понад 10 тис. руб. сріблом Оригінальний текст (рос. дореф.) [...часовня... внутри выложена кирпичемъ; освященіе ея послѣдовало 26 сентября 1871 года. Основаніе часовни квадратное: въ длину и ширину по 6 аршинов; архитектура ея не представляетъ собою особой красоты, и самое зданіе едва ли окажется прочнымъ, такъ какъ многія желѣзныя его части, которыя не были доставлены изъ Санкт-Петербурга, гдѣ строилась часовня, замѣнялись издѣліями доморощеныхъ ремесленниковъ. Снаружи часовня выкрашена темно-желтою масляною краскою, пирамидальный куполъ — голубоватаго цвѣта, крестъ и подъ нимъ шаръ вызолочены. Устройство часовни обошлось болѣе 10 тыс. руб. серебром] Помилка: [undefined] Помилка: {{Lang}}: немає тексту (допомога): невпізнаний код мови: ru-dor (допомога) |

Каплиця була у плані квадратною із скошеними кутами, завершена шатровим куполом із двома рядами кокошників, люкарнами та цибулястою маківкою. Вхід до каплиці був декорований ґанком із стилізованими колонами.